# Chloropsis venusta
Verdinho-de-face-azul ou verdim-de-cara-azul (Chloropsis venusta) é uma espécie de ave da família Chloropseidae.
É endémica da Indonésia.
Os seus habitats naturais são: florestas subtropicais ou tropicais húmidas de baixa altitude e regiões subtropicais ou tropicais húmidas de alta altitude.
Está ameaçada por perda de habitat.